# Johanna Rumschöttel

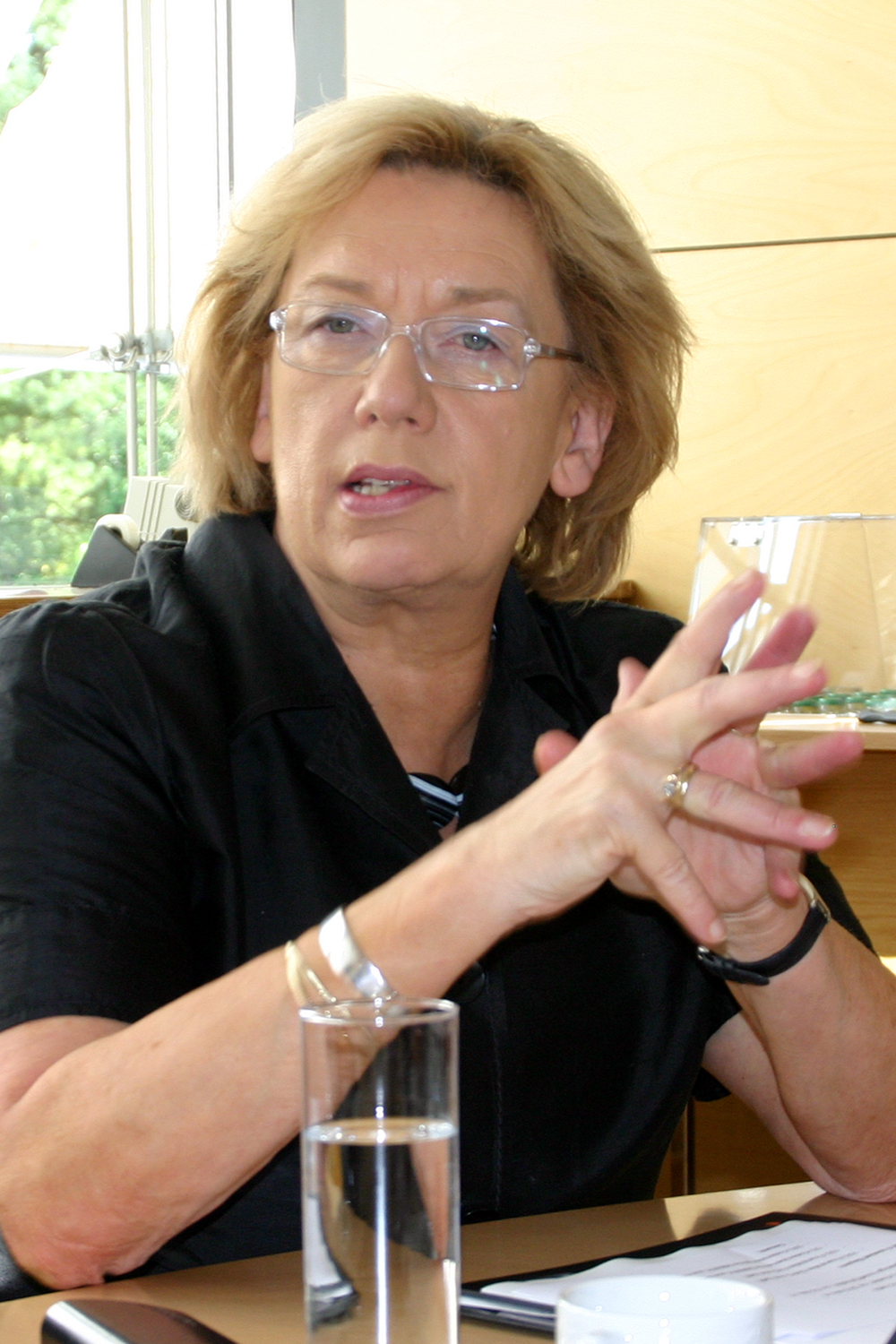
Johanna Rumschöttel (Okt. 2009)

Johanna Rumschöttel, geb. Breu (* 30. Oktober 1946 in Schliersee) ist eine bayerische Kommunalpolitikerin (SPD). Sie war von 2000 bis 30. April 2008 die 1. Bürgermeisterin der Gemeinde Neubiberg und vom 1. Mai 2008 bis 30. April 2014 Landrätin des Landkreises München.

## Leben
Rumschöttel wurde als erste von zwei Töchtern eines Kaufmanns und einer Hausfrau geboren. Sie wuchs in München auf, zog aber später nach Unterschleißheim und schließlich nach Neubiberg. Seit 2000 hat sie einen zweiten Wohnsitz in Mauterndorf/Lungau im österreichischen Bundesland Salzburg.
Nach dem Abitur am Luisengymnasium in München absolvierte sie zunächst eine kaufmännische Grundausbildung. Danach schlug sie die gehobene Beamtenlaufbahn ein und schloss ihre Ausbildung als Diplom-Bibliothekarin ab. Nach dem Studium legte sie wegen der Geburt ihrer Kinder eine 13-jährige berufliche Pause ein. Von 1985 bis 2000 arbeitete sie als Leiterin der Gemeindebücherei bzw. des Kulturamts der Gemeinde Oberhaching.
Johanna Rumschöttel ist mit dem Archivar Hermann Rumschöttel verheiratet und hat mit ihm sechs Kinder.

## Wirken
Im Sommer 2000 wurde sie zur 1. Bürgermeisterin ihres Wohnorts Neubiberg gewählt. In diesem Amt wurde sie 2006 bestätigt. Von 2002 bis 2014 gehörte sie auch dem Kreistag des Landkreises München an. Bei der Kommunalwahl im März 2008 kandidierte sie für die SPD für das Amt des Landrates und setzte sich in einer Stichwahl mit 54,1 % der Stimmen überraschend klar gegen den Amtsinhaber Heiner Janik durch. Mit Rumschöttel besetzten die Sozialdemokraten zum ersten Mal seit 1945 den Landratsposten im Landkreis München.
Rumschöttel war von 2003 bis 2008 Mitglied im Kulturausschuss des Bayerischen Städtetages und von 2008 bis 2014 Vorsitzende des Verwaltungsrats der Kreissparkasse München Starnberg Ebersberg. Seit 2014 ist sie Vorsitzende des Vorstandes der Lebenshilfe München e.V., Vorsitzende des Katholikenrats der Region München und Vorsitzende des Bezirksverbandes München des Volksbundes Deutsche Kriegsgräberfürsorge e.V. Zudem war sie von 2010 bis 2021 zugewählte Vorstandsmitglieder im BRK-Kreisverband München. Seit Mai 2021 ist sie als „Beauftragte Wohlfahrt und Soziales“ ordentliches Vorstandsmitglied im BRK-Kreisverband München.

## Auszeichnungen
Am 1. Februar 2019 wurde ihr die Bayerische Verfassungsmedaille in Silber verliehen.